# Nevenka Benkovič
Nevenka Benkovič ist eine frühere jugoslawische Schauspielerin.
Benkovič spielte 1955 im Bühnenstück „Žrtva na grobu“ und war vom Folgejahr an (Branko Marjanovičs Opsada) bis 1977 in Spielfilmen und vor allem Fernsehstücken zu sehen. Für ihre Darstellung in Herrenpartie erhielt sie 1965 den Deutschen Filmpreis.

## Filmografie (Auswahl)
- 1956: Opsada
- 1964: Herrenpartie
- 1964: Unter Geiern
- 1972: Abenteurer und Rebell (Mandrin) (Fernseh-Miniserie)
- 1977: Marija (Fernsehserie)